# Championnat du Maroc de basket-ball 2009-2010
La saison 2009-2010 du Championnat du Maroc voit l'AS Salé remporter le titre de champion.

## Les clubs de l'édition 2009-2010
| Club                    | Salle               | Capacité |
| ----------------------- | ------------------- | -------- |
| Raja Club Athletic      | Salle Mohamed V     | 12 000   |
| FUS de Rabat            | Salle Ibn Yassine   | 5 000    |
| Maghreb de Fès          | Salle 11 janvier    | 4 000    |
| Ittihad Nador           | Salle de Nador      | 2 500    |
| AS Salé                 | Salle El Bouâzzaoui | 2 000    |
| Ittihad Tanger          | Salle Badr          | 1 500    |
| Amal Essaouira          | Salle Mogador       | 1 000    |
| TS Casablanca           | Salle Sidi Mohammed | 1 000    |
| Sport Plazza Casablanca |                     |          |
| Chabab Rif Hoceima      | Salle du 3 mars     | 1 500    |